# سیارک ۴۲۹۸
سیارک ۴۲۹۸ (به انگلیسی: 4298 Jorgenunez، نامگذاری:1941WA) چهار هزار و دویست و نود و هشتمین سیارک کشف شده‌است که در ۱۷ نوامبر ۱۹۴۱ کشف شد.